# Liudmila Rádchenko
Liudmila Rádchenko (en ruso: Людмила Радченко; Omsk, 11 de noviembre de 1978) es una modelo, actriz y artista rusa, muy conocida en Italia y los países anglosajones.

## Biografía
Diplomada en diseño de moda (en Omsk, 1999), en 1997 fue elegida  Miss Fajen  al concurso nacional Miss Rusia. Ha tenido experiencias televisivas a Moscú y a San Petersburgo.
Después su llegada en Italia, inicia su carrera italiana con una televenta durante el programa Paperissima. Sucesivamente, en el 2001, es bailarina a La Sai l'Ultima? y, el año siguiente, a Passaparola, juego conducido de Gerry Scotti, como "letterina."
En el 2003 conduce un espacio de Spicy Tg  sobre Antenna 3. Continua mientras tanto a desfilar como modelo, y en el 2004 es la protagonista del calendario de la revista Fox. En el 2005 participa en el reality show La Talpa dónde es eliminada durante la semifinal a distancia de una semana por el fin.
En el verano del 2006, es protagonista de On the Road a Miami, programa en ola sobre Italia 1. El año siguiente conduce Tuning and fanatics , una transmisión realizada por el Diva's Production en ola sobre SKY. Además participa en el reality show Reality Game sobre Sky Vivo.
Elegida por Fapim, empresa productora de ventanas, por el calendario 2008, ha posado por Luca Cattoretti, interpretando los poses eróticos más célebres de la historia del cine internacional y trabaja sobre All Music al programa de moda  Modeland  conducido de Jonathan Kashanian.
Después de la participación al reality show La Talpa, retomando la anterior pasión por la pintura (en juventud frecuentó algunas escuelas de arte), también inicia a pintar, exponiendo muchas colecciones a Milán.
Cómo actriz recita en el película TV  El viaje  (2005) y participa en dos episodios del serias TV  R.I.S. - Delitti imperfetti , además de participar en pequeños papeles como comparecidos en otras producciones italianas. En el 2008 toma parte en el película  A Light of Passion .
Después de su experiencia en televisión en el 2008 vuelve a su verdadera pasión: la pintura. Sus primeras exhibiciones colectivas y algunos personal la convencen a dejar definitivamente el espectáculo para dedicarse al arte. Después de un largo viaje a Nueva York dedicado al estudio, nacen una serie de colecciones que estarán en fin expuestas en varias Galerías, acontecimientos y exhibiciones de arte. En el 2010 realiza una vaca gigante por el "Cow Parade 2010", una exhibición de diseño internacional, participa en una instalación artística al Trienal de Milán y expone en un personal al Museo de Arte Contemporáneo de Lucca.
Algún mes después de su exposición al Teatro alla Scala es seleccionada al concurso internacional de pintura Gemlucart de Mónaco dónde tiene principio su colaboración con la obra Gallery, una de las 11 homónimas galerías presentes en todo el mundo.
A diciembre de 2010 en las librerías de Feltrinelli sale su primer catálogo: "Power pop" publicado de Skira. En el febrero del 2011, la provincia de Milán respalda un personal de Ludmilla cerca de la Casa de las Culturas del Mundo. En el mayo del 2011 una galería de Nueva York presenta Ludmilla al festival "Eating Art" y sus obras son expuestas a la galería Crown Fin Art a Soho, el conocido barrio neoyorquino.
Está comprometida con la "iena" Matteo Viviani.

## Televisión
- La sai l'ultima? (2001)
- Passaparola (2001-2002)
- Spicy Tg (2003)
- La talpa (2005)
- On the Road (2006)
- Tuning and Fanatics (2007)
- Reality Game (2007)
- Modeland (2008)

## Filmografía
- Il viaggio, dirección de Ettore Pasculli - película TV (2005)
- R.I.S. - Delitti imperfetti, dirección de Alexis Sweet y Pier Belloni - Serie TV  (2006) - Episodios: L'ora del veleno y Bella da morire
- A Light of Passion, dirección de Ulderico Acerbi - Film (2006)
- Scaccomatto, dirección de Carlo Fumo - Cortometraje (2008)
- L'ispettore Coliandro: Sesso e segreti, dirección de Manetti Bros. - película TV (2009)
- Un posto al sole d'estate, registi vari - telenovela (2009) - Papel: Natasha
- Ganja Fiction dirección de Mirko Virgili - Film - Papel: Luna

## Agencias
- Urban Management
- Gwen Management